# Campionati italiani di aquathlon del 2021
I Campionati italiani di aquathlon del 2021 (XXII edizione) sono stati organizzati da Piacenza Sport in collaborazione con la Federazione Italiana Triathlon e si sono tenuti a Sestri Levante in Liguria, in data 16 maggio 2021.
Tra gli uomini ha vinto Michele Bortolamedi (K3 Cremona), mentre la gara femminile è andata a Bianca Seregni (DDS).

## Risultati

### Élite uomini
| Pos. | Atleta                       | Società sportiva      | Nuoto   | Bici    | Corsa   | Totale  |
| ---- | ---------------------------- | --------------------- | ------- | ------- | ------- | ------- |
|      | Michele Bortolamedi          | K3 Cremona            | 0.14.18 | 0.14.18 | 0.15.39 | 0.29.56 |
|      | Davide Ingrilli'             | Raschiani Triathlon   | 0.14.08 | 0.14.08 | 0.16.15 | 0.30.22 |
|      | Valerio Patane'              | CUS Pro Patria Milano | 0.14.30 | 0.14.30 | 0.15.59 | 0.30.29 |
| 4    | Samuele Angelini             | Fiamme Oro            | 0.14.46 | 0.14.46 | 0.16.07 | 0.30.53 |
| 5    | Alessandro De Angelis        | Minerva Roma          | 0.14.41 | 0.14.41 | 0.16.19 | 0.30.59 |
| 5    | Carlo Matteo Perri           | Minerva Roma          | 0.14.41 | 0.14.41 | 0.16.18 | 0.30.59 |
| 7    | Luca Diego Boraschi          | Torrino-roma Triathl  | 0.15.30 | 0.15.30 | 0.15.37 | 0.31.07 |
| 8    | Michele Bonacina             | Valdigne Triathlon    | 0.14.53 | 0.14.53 | 0.16.17 | 0.31.09 |
| 9    | Giulio Pugliese              | Torrino-roma Triathl  | 0.14.25 | 0.14.25 | 0.16.46 | 0.31.10 |
| 10   | Francesco Thomas Previtali   | Raschiani Triathlon   | 0.14.51 | 0.14.51 | 0.16.29 | 0.31.19 |
| 11   | Franco Pesavento             | Thermae Sport Pdntri  | 0.15.28 | 0.15.28 | 0.16.03 | 0.31.30 |
| 12   | Lorenzo Gregorio De          | Cuneo1198 Triteam     | 0.15.06 | 0.15.06 | 0.16.40 | 0.31.45 |
| 13   | Ivan Cappelli                | Valdigne Triathlon    | 0.15.41 | 0.15.41 | 0.16.14 | 0.31.54 |
| 14   | Marco Lorenzon               | A3                    | 0.15.01 | 0.15.01 | 0.16.59 | 0.32.00 |
| 15   | Giuseppe Edoardo Leone       | Raschiani Triathlon   | 0.16.08 | 0.16.08 | 0.16.15 | 0.32.22 |
| 16   | Daniele Gambitta             | Magma Team            | 0.16.00 | 0.16.00 | 0.16.32 | 0.32.31 |
| 17   | Nicolo' Fontana              | Valdigne Triathlon    | 0.16.04 | 0.16.04 | 0.16.30 | 0.32.34 |
| 18   | Alessandro Pocaterra         | CUS Pro Patria Milano | 0.15.50 | 0.15.50 | 0.17.03 | 0.32.52 |
| 19   | Floriano Francesco Nicolardi | Raschiani Triathlon   | 0.15.02 | 0.15.02 | 0.17.56 | 0.32.58 |
| 20   | Thomas Molgora               | Tri Team Brianza      | 0.16.02 | 0.16.02 | 0.16.57 | 0.32.59 |

### Élite donne
| Pos. | Atleta                | Società sportiva      | Nuoto   | Bici    | Corsa   | Totale  |
| ---- | --------------------- | --------------------- | ------- | ------- | ------- | ------- |
|      | Bianca Seregni        | DDS                   | 0.15.12 | 0.15.12 | 0.17.57 | 0.33.09 |
|      | Carlotta Bonacina     | Valdigne Triathlon    | 0.16.04 | 0.16.04 | 0.18.29 | 0.34.33 |
|      | Federica Parodi       | T.d. Rimini           | 0.16.11 | 0.16.11 | 0.18.24 | 0.34.35 |
| 4    | Chiara Magrini        | Raschiani Triathlon   | 0.15.32 | 0.15.32 | 0.19.40 | 0.35.11 |
| 4    | Chiara Cocchi         | T.d. Rimini           | 0.16.54 | 0.16.54 | 0.18.18 | 0.35.11 |
| 6    | Vittoria Bergamini    | Rivtri92              | 0.15.39 | 0.15.39 | 0.19.51 | 0.35.29 |
| 7    | Cristina Ventura      | Magma Team            | 0.16.22 | 0.16.22 | 0.19.30 | 0.35.51 |
| 8    | Sandra Mairhofer      | Granbike Triathlon    | 0.17.32 | 0.17.32 | 0.19.08 | 0.36.40 |
| 9    | Nicoletta Santonocito | Magma Team            | 0.17.27 | 0.17.27 | 0.19.30 | 0.36.57 |
| 10   | Federica Schianchi    | CUS Parma             | 0.17.32 | 0.17.32 | 0.19.53 | 0.37.25 |
| 11   | Marta Catalano        | Magma Team            | 0.18.15 | 0.18.15 | 0.19.44 | 0.37.58 |
| 12   | Vanessa Lafronza      | Cus Bari              | 0.17.02 | 0.17.02 | 0.21.03 | 0.38.05 |
| 13   | Sara Dragoni          | K3 Cremona            | 0.17.56 | 0.17.56 | 0.20.16 | 0.38.12 |
| 14   | Margherita Fabris     | CUS Pro Patria Milano | 0.18.45 | 0.18.45 | 0.19.40 | 0.38.25 |
| 15   | Eleonora Peroncini    | Valdigne Triathlon    | 0.19.30 | 0.19.30 | 0.19.04 | 0.38.35 |
| 16   | Alessia Roggiero      | CUS Pro Patria Milano | 0.18.07 | 0.18.07 | 0.20.35 | 0.38.41 |
| 17   | Ludovica Severi       | T.d. Rimini           | 0.17.44 | 0.17.44 | 0.21.03 | 0.38.47 |
| 18   | Fulvia Caterini       | Torrino-roma Triathl  | 0.18.14 | 0.18.14 | 0.20.47 | 0.39.01 |
| 19   | Alessandra Derme      | Rari Nantes Torino    | 0.18.58 | 0.18.58 | 0.20.22 | 0.39.20 |
| 20   | Francesca Ferlazzo    | Asd Spezia Triathlo   | 0.17.38 | 0.17.38 | 0.21.53 | 0.39.31 |